# كيرياكي

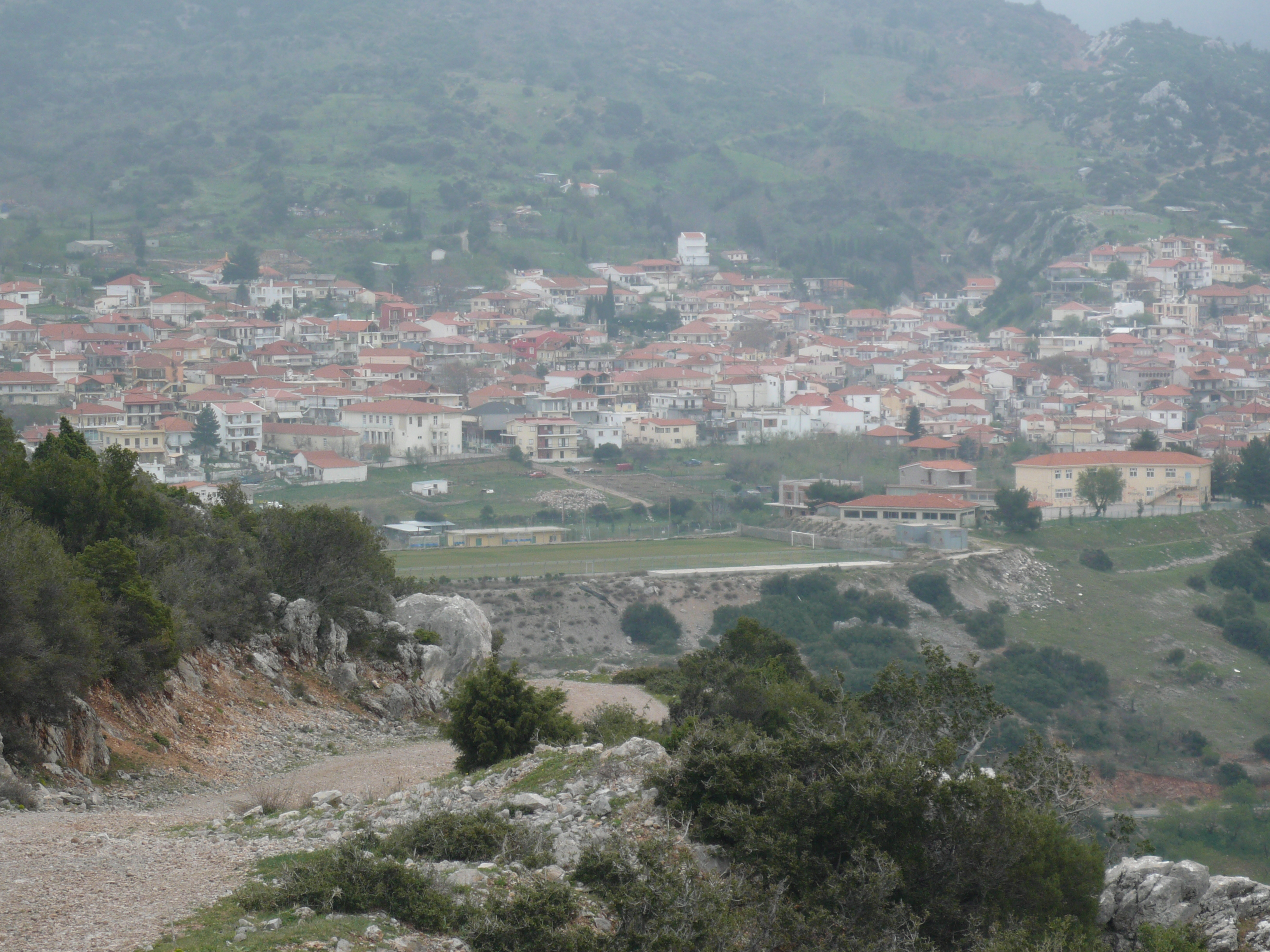
منظر للقرية

كيرياكي (Κυριάκι) هي مدينة في فويوتيا في مقاطعة كينتريكي إلادا في اليونان.